# Polyperchon
Polyperchon (en grec ancien Πολυσπέρχων / Polyspérkhôn), né en 394 av. J.-C. et mort vers 303, est un général d'Alexandre le Grand. Il succède à Antipater comme régent de Macédoine, de 319 à 317, et participe aux guerres des Diadoques contre Antigone et Cassandre avant de se rallier à eux.

## Biographie

### Sous les règnes dePhilippeIIet d'Alexandre
Fils de Simmias, Polyperchon est né en Épire dans la région de Tymphée, ralliée à la Macédoine en 350 av. J.-C., et semble avoir commencé sa carrière militaire au service de Philippe II. Certains auteurs antiques, relativement peu fiables, parlent d'origines « modestes », d'autres encore soulignent son goût immodéré pour la boisson. Durant la conquête de l'empire perse, il se distingue au combat en tant qu'officier supérieur (ou taxiarque) dans la phalange. À la bataille de Gaugamèles, il commande selon Arrien un régiment d'asthétaires, terme désignant les phalangites regroupés en formations régionales. Il témoigne aussi d'un respect des traditions macédoniennes et d'une grande franchise en condamnant, avec Callisthène, la pratique de la proskynèse comme symbole du « despotisme oriental » ; ce qui lui vaut d'être emprisonné quelques mois vers 327-326.
En 326, il obtient un commandement lors de la campagne du Gandhâra et prend la ville d'Ora. Puis lors de la descente de la vallée de l'Indus, il seconde Cratère à la tête d'un corps d'armée formé pour l'essentiel de vétérans. En 324, il est donc chargé par Alexandre d'une mission de confiance. Lui et Cratère doivent ramener en Macédoine 10 000 vétérans dont le corps d'élite des Argyraspides ; il participe de ce fait au banquet d'adieux offert par le roi à ses vétérans. Le retour en Macédoine de Cratère et Polyperchon sauve Antipater alors assiégé à Lamia. Polyperchon devient un proche d'Antipater qui le charge notamment de reprendre la Thessalie aux Étoliens.

### Régent de Macédoine
À l’été 319 av. J.-C., le testament d’Antipater désigne Polyperchon, l’aîné des généraux macédonien, protecteur (épimélète) des rois et stratège d'Europe. Il devient donc à la fois régent de Macédoine et tuteur des rois Philippe III et Alexandre IV, à charge pour lui de maintenir la Macédoine hors du giron d’Antigone et de Ptolémée. Cassandre est quant à lui confirmé dans ses fonctions de chiliarque de la cavalerie, alors que Polyperchon aurait préféré voir son fils Alexandre accéder à cette charge. Le choix d’Antipater qui conduit à l’éviction de son propre fils, Cassandre, peut s’expliquer par la crainte qu’inspire désormais Antigone. Peut-être désire-t-il respecter la tradition macédonienne en confiant la régence, charge non héréditaire, à un stratège expérimenté.
Après délibération du conseil des Philoi (Amis), et contre les recommandations posthumes d’Antipater, Polyperchon décide du retour en Macédoine d’Olympias alors réfugiée en Épire avec Alexandre IV. Farouchement hostile à la reine mère, Cassandre choisit le parti d’Antigone et entre en guerre ouverte contre le nouveau régent. Polyperchon ordonne alors à Eumène de Cardia de diriger la guerre contre Antigone, au titre de stratège autokrator d'Asie. Le régent lui confie le corps des Argyraspides alors stationnés en Cilicie ainsi que la liberté de puiser dans les trésors royaux d'Asie.
Polyperchon cherche par ailleurs à se concilier des alliés en Grèce. Pour cela, il proclame en 318 la liberté des cités grecques et se rapproche des démocrates. Son édit proclame le rétablissement des constitutions du temps de Philippe et Alexandre ; il reconnaît les maux dont les Grecs ont souffert (tout en les blâmant d'avoir résisté aux Macédoniens) et en détourne la responsabilité sur les partisans de l'oligarchie, soutenus par Antipater et Cassandre. L'édit de Polyperchon met en difficulté Phocion, le chef de la faction oligarchique d'Athènes. Alexandre, fils de Polyperchon, prend le contrôle du Pirée. Mais cette victoire de la démocratie est de courte durée. Cassandre reprend le Pirée malgré l'arrivée en renfort de Polyperchon ; celui-ci laisse alors Alexandre devant la ville et tente de prendre Mégalopolis (vers 317) qui refuse d'appliquer son édit. Il compte sur ses éléphants, encore inconnus en Grèce ; cependant les assiégés parviennent à repousser l'assaut. Son prestige, déjà faible en est très amoindri. Enfin à Athènes, Démétrios de Phalère impose une oligarchie tout en maintenant Athènes dans l'alliance avec Cassandre.
La maîtrise des mers est vitale pour Polyperchon afin qu'il puisse joindre ses efforts à ceux d'Eumène de Cardia contre Antigone le Borgne. Il avait chargé l'amiral macédonien Cleitos, le vainqueur de la flotte athénienne lors de la guerre lamiaque, d'empêcher la jonction entre les forces de Lysimaque, le satrape de Thrace, et celle d'Antigone. Vainqueur en mer, la flotte de Cleitos est néanmoins détruite en 318 : le soir même de la bataille, Antigone parvient avec l'aide des Byzantins à passer ses troupes sur la rive européenne de l'Hellespont et à détruire la flotte ennemie au mouillage.
En 317, Cassandre entre en Macédoine et s'entend avec la reine Eurydice, épouse de Philippe III. Il peut se proclamer régent tandis que Polyperchon, qui ne contrôle plus que le Péloponnèse, est déchu de ce titre. Cassandre marche contre Polyperchon et commence le siège de Tégée. Polyperchon sollicite alors le soutien d'Olympias, alors en Épire, et du roi des Molosses, cousin d'Olympias, qui forment une armée pour reprendre la Macédoine. Profitant de l'absence de Cassandre, Philippe III et Eurydice sont capturés sans combat véritable, leur armée les livrant à Olympias. Mais la réaction de Cassandre est rapide ; Polyperchon doit fuir la Macédoine et regagner le Péloponnèse.

### Durant les guerres des Diadoques
Chassé de Macédoine par Cassandre, Polyperchon se réfugie en 317 av. J.-C., avec son fils Alexandre, dans le Péloponnèse où il contrôle encore quelques places fortes. Dans le même temps, il appelle à l’aide Olympias mais celle-ci est exécutée en 316.
En 315, il rejoint l'alliance que lui propose Antigone le Borgne et s'entend avec lui contre Cassandre. Ce dernier engage la lutte dans le Péloponnèse contre Polyperchon et Alexandre qui est rapidement massacré par les démocrates de Sicyone. Polyperchon, affaibli, choisit alors de se rallier à la cause de Cassandre. Mais après le meurtre d'Alexandre IV ordonné par Cassandre en 310, Polyperchon entre de nouveau en conflit contre lui. Aussi il prend sous sa protection Héraclès, le fils illégitime d’Alexandre, et le présente comme un successeur potentiel. Polyperchon lève par ailleurs une armée considérable de 20 000 hommes. Cassandre, plutôt que de s’engager dans un combat difficile, propose à Polyperchon de conserver ses possessions. En 309, le jeune Héraclès et sa mère, Barsine, périssent empoisonnés sur l'ordre de Polyperchon qui entend s'attirer de la sorte les bonnes grâces de Cassandre.
Il se place dès lors sous l'égide de Cassandre qui le confirme dans ses possessions dont Corinthe et Sicyone. En 307, Cassandre tente en vain de se réapproprier l'ensemble du territoire partagé avec Polyperchon qui parvient à se maintenir dans le Péloponnèse. Il ne joue plus de rôle politique majeur jusqu'à sa mort vers 303, à l'âge canonique de 91 ans.

## Sources antiques
- Arrien, Anabase [lire en ligne].
- Diodore de Sicile, Bibliothèque historique [détail des éditions] [lire en ligne], XVII-XX.
- Élien, Histoires variées [lire en ligne].
- Plutarque, Vies parallèles [détail des éditions] [lire en ligne], Vie d'Eumène.